# Dawna Komandoria Joannitów w Lwówku Śląskim
Dawna Komandoria Joannitów w Lwówku Śląskim (Dom Parafialny Ośrodek Kolonijno-Szkoleniowy „Caritas”, daw. Szpital świętej Jadwigi) – zabytkowa komandoria joannitów w województwie dolnośląskim, w powiecie lwóweckim, w Lwówku Śląskim przy ul. Kościelnej 29. Obiekt został wybudowany w 1728 r. w barokowym stylu przez miejscowego komtura zakonu, hr. Jana Józefa von Götzen w miejscu poprzedniej, renesansowej komandorii, o czym świadczy barokowy portal z kartuszem herbowym z 1728 r.

## Historia
Historia powstania zakonu joannitów, zwani też kawalerami maltańskimi lub szpitalnikami, sięga XI wieku. Pierwotnie było to bractwo świeckie zajmujące się chorymi pielgrzymami w hospicjum w Jerozolimie, które później przekształciło się w regularny zakon rycerski, wzorujący się na templariuszach. Joannici swoje domy zakonne nazywali komandoriami, termin ten odnosił się również do dóbr do nich należących. Okres między XVI i końcem XVIII w. to czas dynamicznego rozwoju zakonu. Według szacunków, w tamtym okresie joannici posiadali kilka tysięcy domów zakonnych w całej Europie.
W 1281 roku joannitów ze Strzegomia do Lwówka Śląskiego sprowadził władca księstwa lwóweckiego – Bernard Zwinny. To dzięki jego działaniom zakonnicy otrzymali pod opiekę tworzące się uzdrowisko w Cieplicach, leżące w obrębie księstwa.
Data wybudowania komandorii w Lwówku Śląskim nie jest dokładnie znana, wiadome natomiast są daty przebudowy tego budynku, a informacji o tym dostarczają kartusze herbowe. Pierwszej przebudowy klasztoru dokonano w 1728 r. z inicjatywy miejscowego komandora zakonu hrabiego Jana Józefa von Götzena, jego herb znajduje się we frontonie portalu. Po pożarze w 1752 r. wznowiono prowadzenie prac, jednak obecny, barokowy wygląd budowla zawdzięcza remontowi z 1782 r. upamiętnionego znajdującym się nad oknem I piętra kartusza z herbem hrabiego Józefa Wengerskiego, na krzyżu maltańskim, w tarczy serca herb joannitów.
Wielokrotne przebudowy budynku zagłuszyły renesansowe pochodzenie komandorii. Budowla oraz przyległe dobra znajdowały się w posiadaniu joannitów właściwie od momentu powstania aż do 1810 r., czyli do kasaty tego zakonu i sekularyzacji Prus – kasacji dóbr zakonnych. Niedługo po tych wydarzeniach, komisarz pruski sprzedał majątek i nowym właścicielem dawnej komandorii stał się kupiec żydowski Dawid Meier Löwenberg.
W czasie wojen napoleońskich, 23 maja 1813 r., w budynku dawnej komandorii kwaterował car Rosji Aleksander I. W tym okresie, w budynku przebywali także generałowie i oficerowie sztabowi wojsk napoleońskich. Od 1860 r. budynek zakonu służył jako Szpital św. Jadwigi w którym pracowały siostry Boromeuszki sprowadzone z Trzebnicy. Na początku XX w. budynek odrestaurowano i przekształcono w katolickie przedszkole istniejące aż do 1945 r. Po wojnie ten dawny dom zakonny wykorzystywany był przez parafię Wniebowzięcia NMP m.in. do prowadzenia lekcji religii. Obecnie mieści się tu Ośrodek Kolonijno-Szkoleniowy „Caritas” oraz jest to siedziba Urzędu Dziekańskiego Dekanatu Lwówek Śląski. Do wczesnych lat powojennych w budynku istniała kaplica.
Do 2017 r. w komandorii mieściła się kawiarnia „Cafe Paris”. Obecne w części budynku funkcjonuje pierogarnia „U Joanny”.

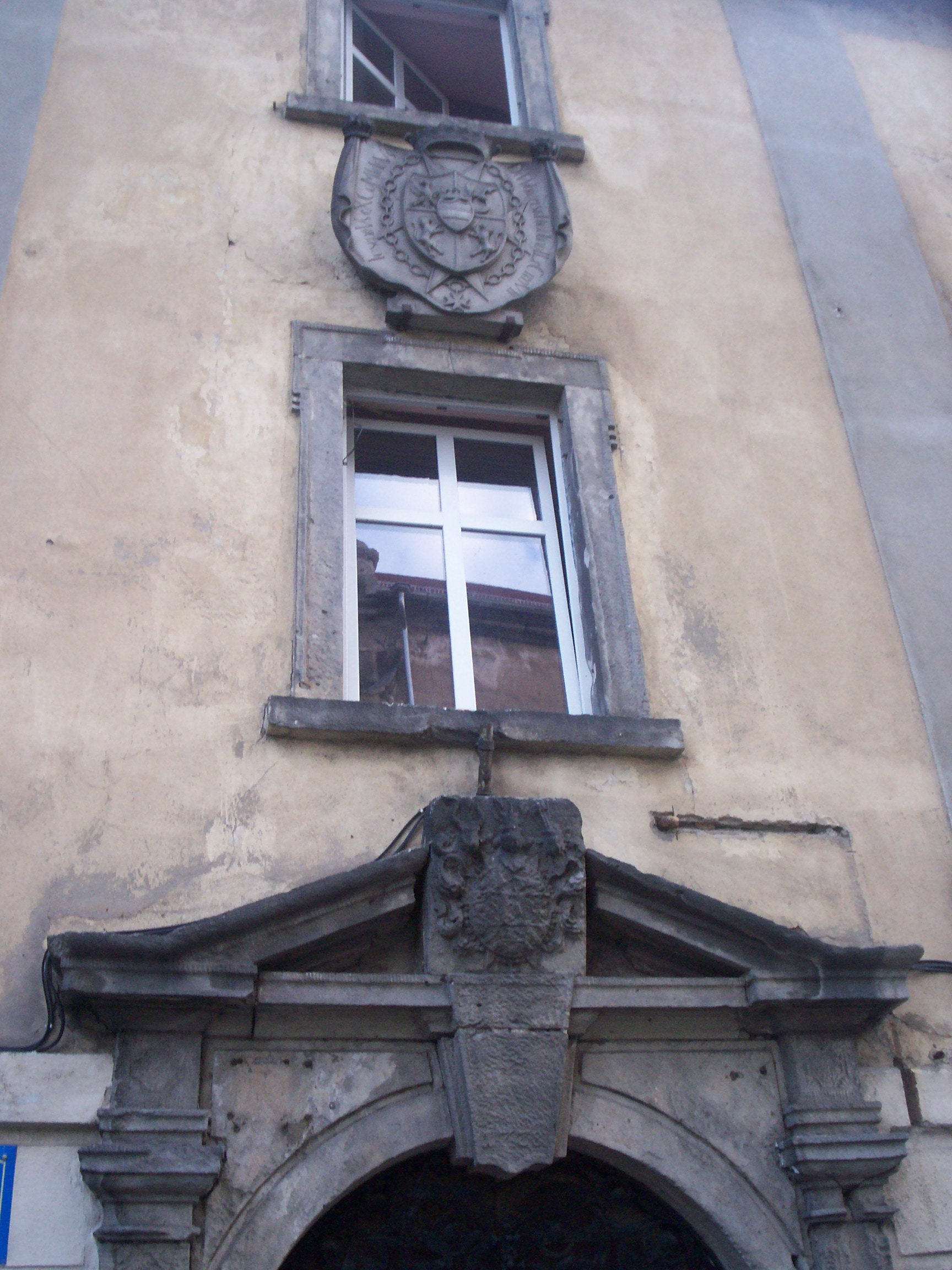
Fronton z herbem Götzena wyżej Wengerskiego
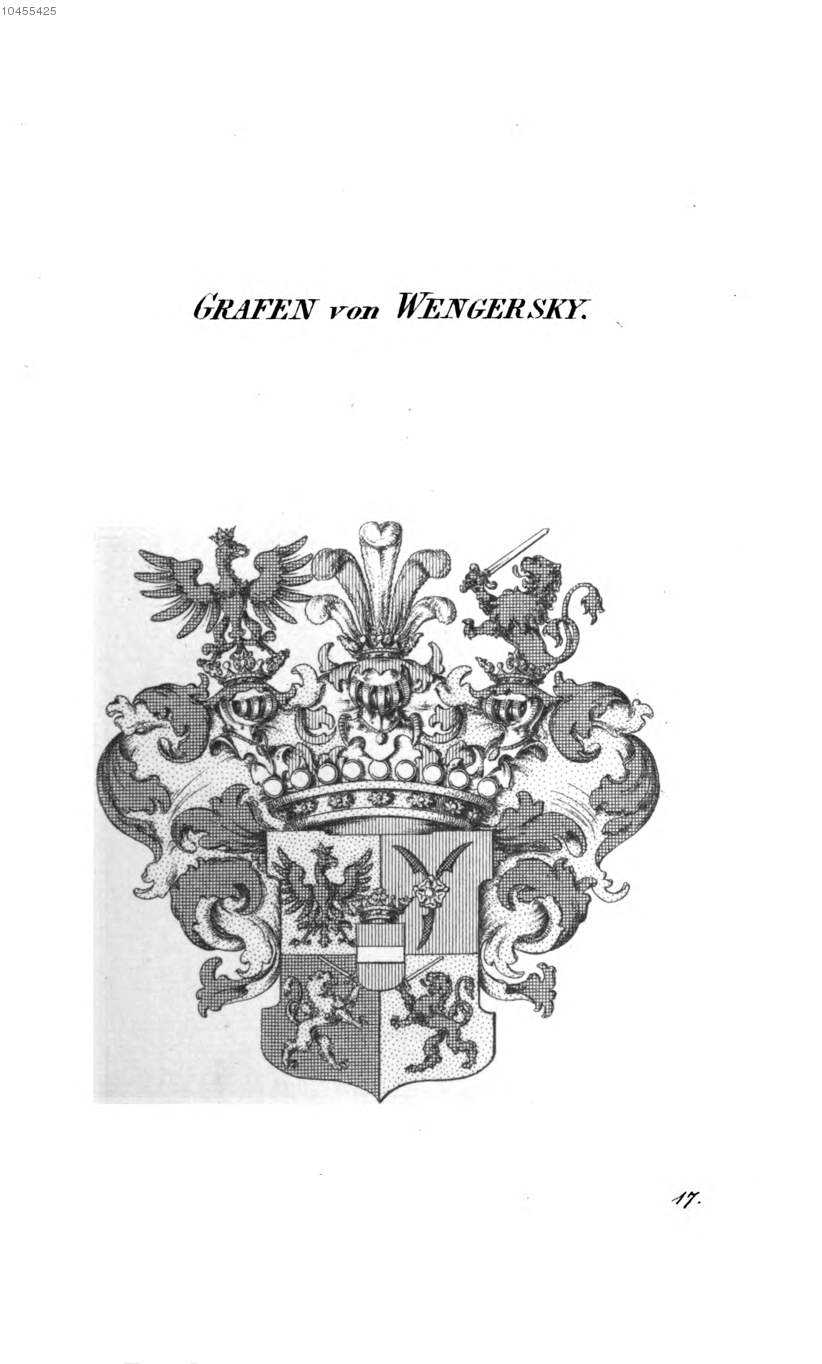
Herb von Wengerski
Herb joanitów
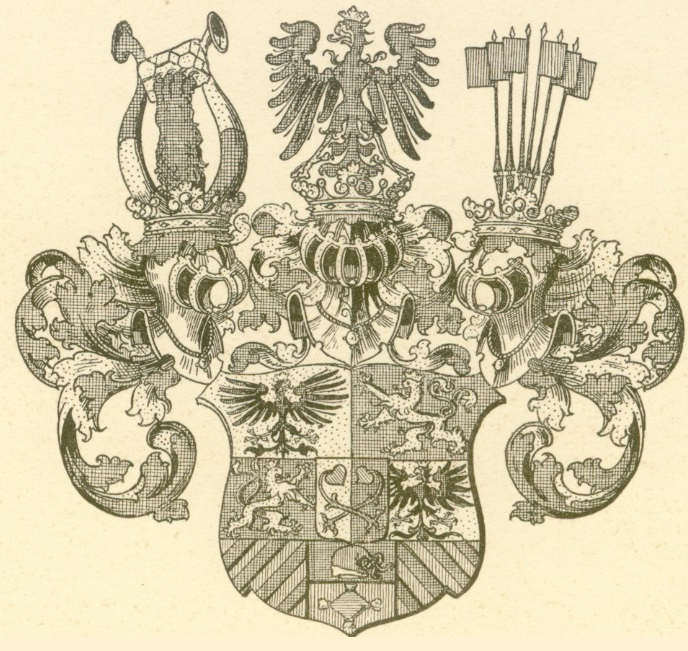
Herb Jana von Götzena